# Melocactus estevesii
Melocactus estevesii är en kaktusväxtart som beskrevs av P.J. Braun. Melocactus estevesii ingår i släktet Melocactus och familjen kaktusväxter. Inga underarter finns listade i Catalogue of Life.